# Metsä Group
O Metsä Group (anteriormente Metsäliitto Group) é um grupo finlandês da indústria madeireira presente em cerca de 30 países. Suas principais linhas de negócio são papéis de cozinha e tissue (Metsä Tissue), papelão (Metsä Board), celulose (Metsä Fibre), produtos à base de madeira (Metsä Wood), comércio de madeira e serviços florestais (Metsä Forest). As vendas do Metsä Group totalizaram 6 bilhões de euros em 2021, que emprega aproximadamente 9.500 pessoas.
A Metsäliitto Cooperative, empresa-mãe do Metsä Group, é propriedade de cerca de 100.000 membros finlandeses proprietários de áreas florestais.

## História

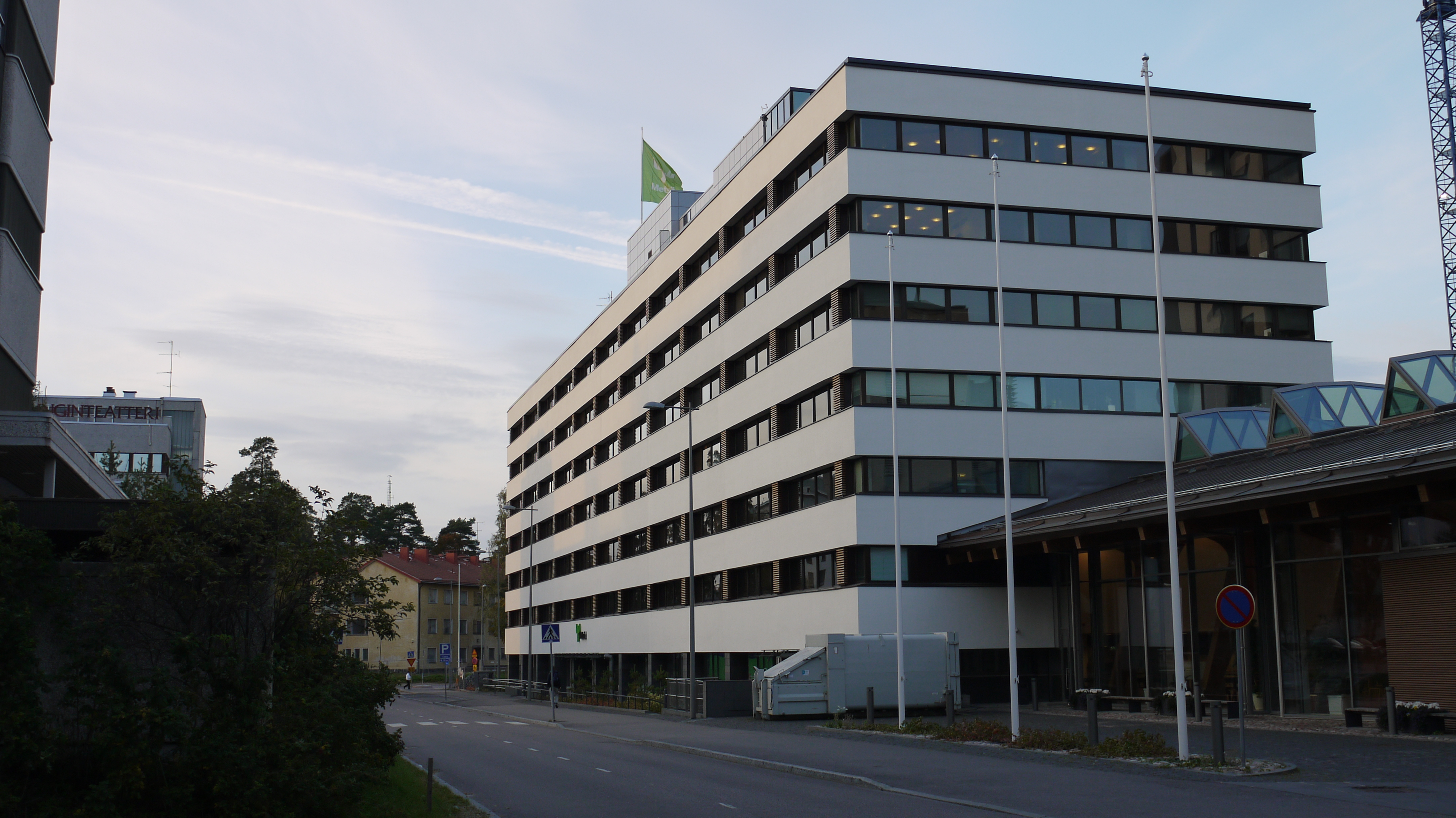
Edifício do Metsä Group

A empresa-mãe do Metsä Group, a Metsäliitto Cooperative, tem suas origens no movimento cooperativo que ocorreu no início do século XX na Finlândia. As operações começaram com vendas compartilhadas, e a Metsäliitto Oy, fundada em 1934, continuou com as operações na parte de exportação de madeira. A Metsäliitto, que se tornou cooperativa em 1947, iniciou suas atividades através de uma serraria própria, que se expandiu para a indústria química florestal na década de 1950.
A indústria florestal finlandesa cresceu e se internacionalizou rapidamente a partir da década de 1960, se tornando um pilar da prosperidade e melhora de vida finlandesa. As operações da Metsäliitto também se expandiram. Alguns marcos importantes para a Metsäliitto incluíram a fundação da Metsä-Serla, pela fusão da GA Serlachius Oy e da Metsäliiton Teollisuus Oy em 1987, e as diversas etapas de crescimento e desenvolvimento na indústria de celulose pela Metsä-Botnia Oy.
Durante o período de grande crescimento no início da década de 1990, a Metsäliitto continuou a fazer grandes investimentos na Finlândia, mas também buscou investir no mercado estrangeiro. No início dos anos 2000, a Metsäliitto era um grupo internacional de indústria madeireira com mais de 25.000 funcionários em dezenas de países. Como resultado das grandes mudanças estruturais dos últimos anos, o Grupo se tornou uma entidade mais compacta que visa o crescimento em operações comerciais selecionadas. No entanto, a base de suas operações é fundamentada na cooperação e na ação conforme o interesse dos proprietários florestais finlandeses.
Em 14 de março de 2024, a Metsä realizou durante três semanas uma consulta pública com a proposta de implantação de uma fábrica de papel tissue de última geração em Goole, região de East Yorkshire, que deve gerar mais de 400 empregos e reduzir as importações de papel tissue do Reino Unido em cerca de 30%. Quando concluída, a instalação deverá produzir cerca de 240.000 toneladas de papel tissue por ano.